# قدرت‌الله ذکی
قدرت‌الله ذکی (زاده ۱۳۵۸ ولسوالی بنگی ولایت تخار) سیاستمدار افغانستان و نماینده مردم ولایت تخار در دوره شانزدهم مجلس نمایندگان است. وی در مجلس شانزدهم نمایندگان افغانستان عضو کمیسیون اقتصاد ملی می‌باشد.

## زندگی‌نامه
قدرت‌الله ذکی زاده ۱۳۵۸ از ولسوالی بنگی ولایت تخار می‌باشد. ایشان تحصیلات ابتدایی خود را در لیسه سید جمال‌الدین افغانی پیشاور در سال ۱۳۷۴ به اتمام رسانید و توانست در سال ۱۳۸۳ از دانشگاه استانبول مدرک لیسانس خود را در رشته ژورنالیسم کسب کند.

## دیگر فعالیت‌ها
دیگر فعالیت‌های ایشان:
- رئیس اتحادیه محصلین در کشور ترکیه.
- مدیر عمومی نفت و گاز ولایت تخار.
- مسئول اخبار هفته‌نامه پیام جمهوریت.
- رئیس بنیاد فرهنگی و اجتماعی شهید ذکی.